# 137 f.Kr.

## Händelser

### Efter plats

#### Romerska republiken
- Slavar ledda av Eunus från Apamea gör på Sicilien uppror mot romarna.
- Tiberius Sempronius Gracchus blir quaestor i Spanien och noterar att slavarbete har trängt undan självägande bönders jordbruk.
- Staden Valencia grundas.
- Det numantiska kriget utbryter, varvid Quintus Pompeius och M. Papilius Laenas besegras och förödmjukas av numantierna under följande år.

## Avlidna
- Dutugemunu, kung av Sri Lanka
- Zhao Tuo, kung (kejsare) av Nanyue